# روتگر گوناشون
روتگر گوناشون (سوئدی: Rutger Gunnarsson؛ ‏ ۱۲ فوریهٔ ۱۹۴۶ – ۳۰ آوریل ۲۰۱۵) موسیقی‌دان، تنظیم‌کننده، تهیه‌کننده موسیقی و گیتارنواز اهل سوئد بود که بابت همکاری نزدیکش با ابرگروه سوئدی موسیقی پاپ آبا شناخته می‌شود.
او علاوه بر آبا با هنرمندان دیگری چون سلین دیون، وست‌لایف، التون جان، بابی ساکس، گوئن استفانی و آلا پوگاچوا، نیز همکاری داشت.